# Заросляк іржастоголовий
Заросляк іржастоголовий (Atlapetes personatus) — вид горобцеподібних птахів родини Passerellidae. Мешкає у Венесуелі, Гаяні та Бразилії. Виділяють низку підвидів.

## Опис
Довжина птаха становить 17,3 см. Голова рудувато-коричнева, верхня частина тіла і боки оливково-коричневі, нижня частина тіла жовта. У представників підвиду A. p. collaris горло рудувато-коричневе з боків, у представників підвидів A. p. paraquensis, A. p. parui і A. p. duidae горло повністю рудувато-коричневе. У представників підвиду A. p. jugularis голова, тім'я, горло і шия руді.

## Підвиди
Виділяють шість підвидів:
- A. p. personatus (Cabanis, 1849) — гора Рорайма і сусідні тепуї;
- A. p. collaris Chapman, 1939 — гора Ауянтепуй;
- A. p. duidae Chapman, 1929 — гори Дуїда і Куайкуїніма;
- A. p. parui Phelps & Phelps Jr, 1950 — гори Пару;
- A. p. paraquensis Phelps & Phelps Jr, 1946 — гори Паракве і Яві;
- A. p. jugularis Phelps & Phelps Jr, 1955 — гора Небліна.

## Поширення і екологія
Іржастоголові заросляки мешкають в чагарниках і на узліссях гірських тропічних лісів, у тепуях, на висоті 1000—2500 м над рівнем моря. Харчуються комахами і ягодами.